# Позитивна психотерапия
Позитивна Транскултурална Психотерапия (ППТ по Песешкиян от 1977) е психотерапевтичен метод, разработен от психиатъра и психотерапевт Носрат Песешкиян и съмишленици в Германия в началото на 1968 г. Тази хуманистична психодинамична психотерапия се основава на концепцията за позитивното начало на човешката природа. ППТ е интегративен метод, който включва хуманистични, системни, психодинамични и КПТ-елементи. Днес има центрове и обучения в около двадесет страни по света. Не трябва да се бърка с позитивната психология.

## Описание
Позитивната психотерапия (ППТ) е терапевтичен подход, разработен от Носрат Песешкиян през 1970-те и 1980-те години.
Първоначално известен като "диференциален анализ", по-късно е преименуван на Позитивна психотерапия, когатопрез 1977 г. Песешкиян публикува работата си, която впоследствие е преведена на английски през 1987 г. Терминът "позитивен"" или "positivus" (от латински) в ППТ се отнася до актуалните (наличните), реални и конкретни аспекти на човешкия опит. Основната цел на Позитивната психотерапия и хората, които я практикуват, е да помогнат на пациентите и клиентите да разпознаят и култивират своите способности, силни страни, ресурси и потенциал. Този подход съчетава елементи от различни модалности на психотерапията, включително
- хуманистична перспектива за човешката природа и терапевтичен съюз
- психодинамично разбиране за психичните и психосоматични разстройства
- системен подход, който взема предвид семейството, културата, работата и околната среда, както и практичен подход за самопомощ и
- ориентиран към целта петстепенен терапевтичен процес, който интегрира техники от различни терапевтични методи.
ППТ се характеризира със своя конфликтно-центриран и ориентиран към ресурсите подход, който черпи влияние от транскултурни наблюдения в повече от двадесет различни култури.  Позициониран между структурираната когнитивно поведенческа терапия и процесно-ориентирана аналитична психотерапия, ППТ използва полуструктуриран подход за диагностика, терапия, посттерапевтична самопомощ и обучение.

## За основателя
Проф. д-р Носрат Песешкиян, основателят на позитивната психотерапия, е немски психиатър, невролог, психотерапевт и специалист по психосоматична медицина, родом от Иран. В края на 60-те и началото на 70-те години той черпи вдъхновение от различни източници, личности и разработки:
- Преобладаващият дух на онази епоха, дал началото на хуманистичната психология и нейните последващи постижения.
- Лично общуване с видни и влиятелни психотерапевти и психиатри като Виктор Франкъл, Джейкъб Л. Морено, Хайнрих Менг и др.
- Хуманистичните и интегративни принципи и ценности на Бахайската вяра.
- Стремежът към интегративен подход, особено поради негативния опит от конфликти между психоаналитици и поведенчески терапевти в Германия през това време.
- Обширни транскултурни наблюдения в повече от двадесет култури, водени от стремежа за чувствителна към културалните специфики методология.

Носрат Песешкиян е свързан с развитието на подхода, тъй като неговата история на живота и личността му силно са повлияли на създаването му. Песешкиян е описан от неговия биограф като „скитник между два свята“ (), а биографията му е озаглавена „Изтокът и Западът“.
Според Песешкиян развитието на позитивната психотерапия е мотивирано от опита му като иранец, живеещ в Европа от 1954 г., което го кара да осъзнае ясно разликите в поведението, обичаите и нагласите между културите. Това осъзнаване започва в детството, когато той, изповядващ бахайската вяра, наблюдава как религиозните обичаи се различават сред неговите съученици и учители - мюсюлмани, християни и евреи. Неговият опит го кара да разсъждава върху връзките между различните религии и хора и да придобие разбиране за нагласите като произтичащи от светогледа и семейните концепции. По време на медицинската си специализация Песешкиян става свидетел на конфронтации между различни психиатрични, неврологични и психотерапевтични позиции, които го учат колко е важно да се отхвърлят предразсъдъците. Тези преживявания му помагат да се чувства комфортно на Запад, където концепции като равенството на мъжете и жените винаги са били даденост. ()
Позитивната психотерапия може да бъде проследена до основите на хуманистичната психология и психотерапия, които са създадени от пионери като Курт Голдщайн, Ейбрахам Маслоу и Карл Роджърс. По време на обучението си Носрат Песешкиян е дълбоко повлиян от лични срещи с известни психотерапевти като Хайнрих Менг, Виктор Франкъл и Джейкъб Леви Морено, които оставят трайно въздействие върху него. Въпреки това, Песешкиян също става свидетел на конфликтите между различни школи и подходи в германската психотерапевтична общност, където психоаналитиците и поведенческите терапевти отказват да си сътрудничат дори за обикновен обяд.()
Нещо повече, силното влияние на психоанализата и нейните последващи развития, включително нео-фройдистки, психосоматични и фокус-ориентирани подходи като Балинт, също оформят професионалната нагласа на Песешкиян. В отговор на тези разделения, той се стреми да изгради метатеория, която да преодолее празнините между тези различни методи. Едновременно с това определени принципи на Бахайската вяра дълбоко очароват и вдъхновяват Носрат Песешкиян през целия му живот. Тези принципи обхващат хармонията между наука и религия, бахайската концепция за човешкото същество като „мина, богата на скъпоценни камъни с неоценима стойност“  и визията за глобално общество, приемащо културното разнообразие. Тези принципи изиграха значителна роля при оформянето на неговата работа и философски възгледи. 
Напредъкът на позитивната психотерапия може да се дължи на няколко фактора, които са допринесли за нейното развитие във времето. Тези фактори включват прозрения, придобити от продължаващо медицинско образование, опит, придобит чрез работа с пациенти в психотерапевтични и психосоматични практики, взаимодействия с индивиди от различни култури, религии и ценностни системи, както и разнообразното и разнообразно естество на психотерапевтичните методи. Тези кумулативни преживявания кулминират в създаването на „Диференциален анализ“ през 1969 г., който впоследствие претърпява усъвършенстване и се появява като позитивна психотерапия през 1977 г. Заглавията на ранните книги на Песешкиян, като "Позитивна психотерапия на ежедневието" (1974) и „В търсене на смисъл“ (1983), отразяват влиянието на психоанализата и екзистенциалните школи на психотерапията върху развитието на позитивната психотерапия. Освен това заглавието „Позитивна фамилна терапия“ (1980) подчертава нейното паралелно развитие със системната семейна терапия през 70-те години. Общо Песешкиян е автор на 29 книги и множество статии за този подход, допринасяйки за неговото широко разпространение в литературата.

## Развитие и история

### 1970-1980 г.
70-те години на миналия век са важен период в развитието и приемането на позитивната психотерапия, каквато я познаваме днес. Това послужи като повратна точка, когато ППТ получи по-широко признание в областта на психотерапията. През това време започват да се оформят основополагащите принципи на ППТ и да се прилагат в лечението на много пациенти и техните семейства. Тези принципи също бяха подложени на тестове и бяха представени на международни лекции, както в Германия, така и извън нея.
В тази значима епоха бяха публикувани четири от петте фундаментални книги на ППТ. Тези книги включват ''Позитивна психотерапия на ежедневието'' (първоначално публикувана като ''Schatten auf der Sonnenuhr'' през 1974 г.), ''Positive Psychotherapy'' (първоначално публикувана на немски през 1977 г.), ''Търговецът и папагалът. Ориенталски приказки в помощ на психотерапията'' (първоначално публикувана на немски през 1979 г.) и „Позитивна фамилна терапия“ (първоначално публикувана на немски през 1980 г.). Нещо повече, 70-те години на миналия век станаха свидетели на създаването на първите следдипломни обучения по ППТ, със създаването на обучителна организация през 1974 г., която по-късно стана предшественик на Висбаденската академия по психотерапия (WIAP). Медицинската камара на Хесен призна тази организация за обучение през 1979 г. за обучение по психотерапия. Освен това през 1977 г. е основана Германската асоциация за позитивна психотерапия, превръщайки се в първата в света национална асоциация за позитивна психотерапия. 
През 80-те години ППТ претърпява непрекъснато развитие, което води до издаването на допълнителни книги, като „В търсене на смисъл“ (първоначално публикувана на немски през 1983 г. и по-късно преведена на английски през 1985 г.). Съвместните усилия с млади колеги допълнително допринасят за систематизирането на метода ППТ. Важен крайъгълен камък през това време е завършването на дисертацията на Хамид Песешкиан  през 1988 г., което бележи първата дисертация, фокусирана изключително върху ППТ. В рамките на тази дисертация беше направен важен напредък в структурирането на първичното интервю в ППТ. Беше въведен въпросник, специално създаден за това първично интервю, който впоследствие беше подложен на психодинамично изследване. През 1988 г. този въпросник за първично интервю, заедно с WIPPF   (въпросник в ППТ), е публикуван с малки промени. Този предшественик на по-късното полуструктурирано психодинамично първично интервю беше един от ранните примери в областта на психодинамичната психотерапия.
През 80-те години Песешкиqн пътува много, за да води ППТ семинари в развиващите се страни в Азия и Латинска Америка. През това време важни произведения на ППТ бяха преведени на английски. Песешкиян провежда и семинари за обучение по мениджмънт и коучинг, генерирайки интерес към прилагането на ППТ в тези области.

### 1990–2010
През този период Песешкиян публикува последния си фундаментален труд, „Психосоматика и позитивна психотерапия“ през 1991 г. (немска версия) и по-късно преведен на английски през 2013 г. Тази книга въвежда структуриран и психодинамичен подход към лечението на различни психологически и физически разстройства. Политическите промени в Централна и Източна Европа през 90-те години значително ускориха международната експанзия на ППТ, започнала още през 80-те години. ППТ се натъкна на значителен интерес в тези култури, които заемат уникална психологическа позиция между източните и западните култури. Колеги от Източна Европа, известни със своите организирани методи на работа и жажда за знания, изиграха решаваща роля в провеждането на ППТ семинари извън Германия. До 1990 г. бяха създадени над 30 центъра по целия свят, като се започне с първия в Казан, Русия. Първите национални асоциации за позитивна психотерапия са създадени в България (1993 г.), Румъния (2004 г.) и Русия  Интернационализацията на ППТ продължи със законовата регистрация на Международния център за позитивна психотерапия през 1996 г. като неправителствена организация в Германия, която по-късно се превърна в Световна асоциация за позитивна и транскултурна психотерапия (WAPP). Това развитие съвпадна със създаването на Европейската асоциация по психотерапия (EAP) във Виена през 1990 г., която определя професионални и правни стандарти за психотерапия. Представители на позитивната психотерапия участват активно в ЕАП от нейното създаване. В немскоговорещите страни дебатът за ефективността на различните психотерапевтични методи беше предизвикан от публикацията на Клаус Граве  през 1994 г. и последвалата дискусия около законите за психотерапията. В отговор Песешкиян и колегите му проведоха обширно проучване на ефективността на позитивната психотерапия  , което получи наградата Ричард Мертен през 1997 г. Това проучване предостави емпирични доказателства за практическата ефективност на ППТ и в съответствие с нарастващия акцент върху практиките, базирани на доказателства в психотерапията. През 1999 г. беше публикувана международна учебна програма за напреднали в ППТ, базирана на опита в различни страни. През 2000 г. се открива годишното международно обучение за обучители по позитивна психотерапия.  Разширяването на ППТ беше формализирано в Германия, като Висбаденската академия по психотерапия (WIAP)  получи правителствено признание за следдипломно обучение на психолози в психодинамичната психотерапия и педагози и социални работници в детска и юношеска психотерапия. Германският закон за психотерапевтите  от 1998 г. стимулира по-нататъшното развитие на учебната програма и систематизирането както на основното, така и на напредналото ППТ обучение, разширявайки влиянието си извън Германия. През годините семинарите на базово ниво, провеждани в Източна Европа, доведоха до появата на нови концепции. ППТ надхвърли първоначалния си медицински контекст и намери приложение в различни области, включително училищно и университетско образование, обучение по мениджмънт и коучинг.
Първият световен конгрес на ППТ е организиран през 1997 г. в Санкт Петербург, Русия и оттогава се провежда на всеки 3-4 години. През 2005 г. първата дипломирана програма, предлагаща магистърска степен по ППТ, беше завършена в университета UTEPSA в Санта Круз, Боливия. Фондация Prof.-Peseschkian, известна още като Международната академия за позитивна и транскултурна психотерапия (IAPP), е създадена през 2005 г. от Маниже и Носрат Песешкиян. Той подпомага международните инициативи и контролира управлението на Международния архив на позитивната психотерапия.

### От 2010
С кончината на Носрат Песешкиян като основател на ППТ през 2010 г. общността на ППТ навлезе в нова фаза. 
Световната асоциация за позитивна и транскултурална психотерапия (WAPP) е глобалната организация за позитивна психотерапия. Създадена през 1996 г. като Международен център за позитивна психотерапия, WAPP се състои от индивидуални членове, национални асоциации, обучителни институти, центрове и представителства на национално и регионално ниво. Основната й цел е да предоставя подкрепа на своите членове и лица, които се интересуват от изучаване, практикуване и насърчаване на позитивната психотерапия. WAPP е регистрирана като организация с нестопанска цел във Висбаден, Германия и през 2023 г. има над 2200 индивидуални членове в 50 държави 
Позитивната психотерапия е официално призната модалност от European Association for Psychotherapy (EAP). The European Federation of Centers for Positive Psychotherapy (EFCPP) е организация, която работи в цяла Европа, служейки като European Wide Organization (EWO), European Wide Accrediting Organization (EWAO), и European Accredited Psychotherapy Training Institute (EAPTI) чрез IAPP - Академия, свързана с EAP. 
Амбициозните психотерапевти могат да получат Европейски сертификат по психотерапия (ECP) по позитивна психотерапия, като преминат обучение с EFCPP.
Позитивната психотерапия е регистрирана търговска марка в Съединените американски щати (регистрационен номер 6,082,225).
През 2016 г. позитивната психотерапия беше официално регистрирана както в Европейския съюз, така и в Швейцария. Към 2023 г. национални асоциации за ППТ са създадени в България, Грузия, Германия, Румъния, Косово, Украйна и Етиопия. Освен това ППТ се популяризира активно чрез местни или регионални центрове за обучение в Армения, Австрия, Беларус, България, Китай, Кипър, Грузия, Германия, Косово, Латвия, Северна Македония, Полша, Румъния, Русия, Турция, Украйна и Обединеното кралство. Семинари и лекции по ППТ са достигнали до повече от 80 страни по света. Трябва да се отбележи, че ППТ вече е включена в учебните програми по психология и психотерапия в университетите в България, Русия, Украйна и Турция.

## Теория

### Основни характеристики
Основите на ППТ се коренят в научни теории, които могат да бъдат намерени и в други терапевтични парадигми. Но методът на Песешкиян съчетава елементи от психодинамични и хуманистични психотерапевтични теории и практики, за да създаде транскултурален психотерапевтичен подход. ППТ прилага интегративен подход, който отчита индивидуалните нужди на клиента, следва принципите на салутогенезата, семейната терапия и инструментите за самопомощ..
Основни характеристики на метода ППТ:
- Интегративен психотерапевтичен метод
- Хуманистичен психодинамичен метод
- Кохерентна, интегрирана терапевтична система
- Конфликтно-центриран краткосрочен метод
- Културално-чувствителен метод

### Основни принципи
Трите основни принципа или стълба на позитивната психотерапия са :
- Принципът на надеждата
- Принципът на баланса
- Принципът на консултацията

Принципът на надеждата предполага, че терапевтите се стремят да помогнат на пациентите да разберат и възприемат значението и целта зад тяхното разстройство или конфликт. Следователно разстройството се преформулира по „позитивен“ начин, което води до положителни интерпретации. Ето няколко примера: 
- Нарушението на съня се разглежда като способността да останете нащрек и да се справите с ограничения сън.
- Депресията се разглежда като способността за дълбоко преживяване и изразяване на емоции в отговор на външни конфликти.
- Шизофренията се разглежда като способността за съществуване едновременно в два свята или във фантазна реалност.

Чрез възприемането на тази оптимистична перспектива става възможна промяна в гледната точка не само за пациента, но и за неговото обкръжение. По този начин болестите изпълняват символична функция, която както терапевтът, така и пациентът трябва да признаят. Пациентът научава, че симптомите и оплакванията на заболяването действат като сигнали за възстановяване на баланса в четирите измерения на техния живот. 
Принципът на баланса показва, че въпреки социалните и културни различия, всички индивиди са склонни да разчитат на общи механизми за справяне, когато се изправят пред проблемите си. Носрат Песешкиян, във връзка с модела на баланса на позитивната психотерапия, разработи динамичен и съвременен подход за разрешаване на конфликти в различни култури. Този модел очертава четири основни аспекта на живота: 
- Тяло/Сетива – психосоматични проблеми.
- Дейност/Постижения – фактори, допринасящи за стреса.
- Взаимоотношения/Контакт – потенциални тригери за депресия.
- Бъдеще/Смисъл/Фантазия – страхове и фобии.

Макар че тези четири области са валидни за всички хора, западните общества са склонни да дават приоритет на областите на физическото благополучие и професионалния успех, докато източното полукълбо поставя по-голям акцент върху междуличностните връзки, въображението и бъдещите стремежи (транскултурален аспект на позитивната психотерапия). Известно е, че недостатъчният контакт и липсата на въображение допринасят за различни психосоматични заболявания. 
Всеки индивид развива свои собствени предпочитани начини за справяне, когато се сблъска с конфликти. Въпреки това, когато един конкретен начин на разрешаване на конфликти доминира, могат да бъдат засенчени други начини за справяне. Съдържанието на конфликтите, като точност, подреденост, учтивост, доверие, време и търпение, се категоризира като първични и вторични способности, изградени върху основополагащите способности за любов и познание. Това може да се разглежда като базирана на съдържанието диференциация, подобно на  класическия модел на Фройд за ид, егото и суперегото.  
Принципът на консултирането въвежда концепцията за петте етапа на терапия и самопомощ, които са тясно преплетени в Позитивната психотерапия. В тези етапи както пациентът, така и семейството му са колективно информирани за заболяването и индивидуализираното решение за него. Петте етапа са както следва: 
1. Наблюдение и Дистанциране: Този етап включва възприемане и изразяване на желания и проблеми, като едновременно с това се поддържа определено ниво на емоционално откъсване.
2. Инвентаризация: Когнитивните способности влизат в действие, когато пациентът разсъждава върху значими житейски събития, които са се случили през последните 5 до 10 години.
3. Ситуационно окуражаване: Самопомощта и активирането на вътрешни ресурси стават фокус на този етап. Пациентът се насърчава да черпи от минали успехи в разрешаването на конфликти.
4. Вербализация: Подчертават се комуникативните способности на пациента, което им позволява да артикулират и изразяват нерешени конфликти и проблеми, свързани с четирите измерения на живота.
5. Разширяване на целите: Този етап има за цел да насърчи перспективна ориентация в живота, след като проблемите бъдат разрешени. На пациента се задават въпроси като: "Какво бихте искали да правите, когато всички проблеми бъдат решени? Какви са вашите цели за следващите пет години?"

Тези пет етапа обхващат цялостен подход към терапията и самопомощта, осигурявайки рамка за справяне с различните аспекти на благосъстоянието на индивида и насърчаване на неговото лично израстване и бъдещи стремежи.

### Позитивната психотерапия като метатеория
Първоначално Песешкиян  си е поставил две цели: първо, да създаде метод, който пациентите лесно да разбират и използват, и второ, да предложи позитивната психотерапия като посредник между различни психотерапевтични школи. В книгата си „Позитивна психотерапия“ (публикувана през 1977 г. на немски и през 1987 г. на английски), той посвещава цяла глава на това предизвикателство, озаглавена „Позитивна психотерапия и други психотерапии“ (страници 365–400). Песешкиян смята тази глава за най-предизвикателната и трудоемка в книгата. Той подчертава, че позитивната психотерапия не трябва да се възприема просто като още един метод в областта на психотерапията. Вместо това, той предоставя цялостна рамка, която позволява избор на подходящи методологични подходи за конкретни случаи и улеснява редуването между тези методи. По същество позитивната психотерапия представлява метатеория на психотерапията. Той разглежда психотерапията не само като фиксиран метод за справяне със специфични профили на симптомите, но и като отговор на по-широкия социален, транскултурален и социален контекст, в който работи. 
Също така Песешкиан настоява, че позитивната психотерапия не трябва да се разглежда като затворена и ексклузивна система; вместо това придава значение на различни психотерапевтични методи. Той обхваща различни подходи като психоаналитична, психодинамична, поведенческа терапия, групова терапия, хипнотерапия, медикаментозно лечение и физиотерапия. Позитивната психотерапия може да се счита за интегративен метод, който включва множество измерения на терапията. Отне почти две десетилетия, преди Клаус Граве и колегите му в Швейцария да публикуват мета-анализ на ефективността на различни психотерапевтични подходи и да предложат общ метод, който надхвърля традиционните психотерапевтични школи. В Съединените щати Джером Франк (психиатър) публикува схема за интегративна психотерапия,  но този план също беше посрещнат с противоречия и не беше приет. Движенията за еклектична и интегративна психотерапия, които намират все по-голямо приемане от това време насам, въпреки това заобикалят основната цел на теоретичната интеграция и до голяма степен се задоволяват с периферната функция на използване на техники от различни школи.  Днес има нарастващ консенсус, че фактори като терапевтичен съюз, емпатия, очаквания, културна адаптация и личността на терапевта са по-важни от специфичните методи и техники.

### Позитивен подход
Позитивната психотерапия набляга на мобилизирането на съществуващия капацитет и потенциал за самопомощ, вместо основно да се фокусира върху елиминирането на съществуващите смущения. Терапията започва с възможностите за развитие и капацитета на участващите индивиди (Peseschkian N., стр. 1–7), следвайки подхода на Maslow който въвежда термина „позитивна психология“  за да подчертаем важността на фокусирането върху положителните качества на хората. Симптомите и разстройствата се разглеждат като реакции на конфликти и терапията се нарича "позитивна", защото признава целостта на участващите индивиди, включително както патогенезата на болестта, така и салутогенезата на радости, способности, ресурси, потенциал и възможности. (Jork K, Peseschkian N., p. 13). 
Терминът „позитивно“ в позитивната психотерапия се основава на концепцията за „позитивните науки“ (базирана на Макс Вебер, 1988 г.), което означава описание  на наблюдавания феномен без преценка. Носрат Песешкиян използва термина позитум в по-широк смисъл, означаващ това, което е налично, дадено или действително. Този положителен аспект на заболяването е също толкова важен за разбирането и клиничното лечение на страданието, колкото и отрицателният аспект. Терапията има за цел да мобилизира съществуващия капацитет и потенциал за самопомощ и се фокусира върху възможностите за развитие и капацитета на участващите индивиди, а не просто да ги третира като "торба със симптоми". Песешкиян смята, че симптомите и разстройствата са реакции на конфликти, а терапията се нарича "позитивна", защото изхожда от концепцията за целостта на участващите лица като даденост.
Концепцията за позитивна психотерапия се основава на хуманистичен възглед за човешката природа, която подчертава присъщата доброта и потенциал на индивидите. Според ППТ хората имат две основни способности: да обичат и да опознават. Чрез образоване и личностно развитие те могат допълнително да развият тези способности и своите уникални личности. В този контекст терапията се разглежда като инструмент за насърчаване на по-нататъшния растеж и образоване на пациента и неговото семейство. 
В позитивната психотерапия разстройствата се преформулират в положителна светлина. Депресията, например, се разглежда като „способността да се реагира на конфликти с дълбока емоционалност“; страхът от самотата се разглежда като „желание да бъдеш с други хора“; алкохолизмът се тълкува отново като „способността да се снабдиш с топлина (и любов), която не получаваш от другите“; психозата се разглежда като „способността да се живее в два свята едновременно“; а сърдечните нарушения се разглеждат като „способността да държиш нещо много близо до сърцето си“.
Положителният процес, включен в ППТ, води до промяна в перспективата за всички участващи страни, включително пациента, семейството му и терапевта/лекаря. Вместо да се фокусира единствено върху симптома, вниманието е насочено към основния конфликт. Освен това този подход позволява идентифицирането на "истинския пациент", който често не е този, който търси лечение, а по-скоро член на неговата социална среда. Чрез тълкуване на болестите в положителна светлина, пациентите се насърчават да разберат потенциалната функция и психодинамичното значение на заболяването си за себе си и за хората около тях и да разпознаят своите способности, а не само своите патологии.

### Актуални способности
Конфликтите в ежедневието, както и вътрешните конфликти, които могат да доведат до психологически смущения и заболявания, често са свързани с действителни ценностни преценки. Зад тях стоят концепции например за любов или справедливост или за ценности като подреденост, доверие или търпение, характеристики, които в позитивната психотерапия се наричат актуални способности. Начини на поведение, ценности, добродетели и конфликтни идеи са свързани със специфично съдържание на действителни способности, които присъстват във всички култури. Всеки човек реагира по свой собствен начин на концепция, която е научил и развил през живота си, която е впечатлена от индивидуалния опит и която се е превърнала в наследен модел чрез култура и образование. Точността или доверието, например, ще бъдат третирани по различен начин от двама различни хора в сравними ситуации. Конфликтите, водещи до дистрес и дори физически реакции, често са резултат от различни концепции по отношение на активните действителни способности, например точност или доверие. Различното оценяване и приоритизиране на концепциите е  в резултат от различията в културните и семейните концепции на различните индивиди. Значението на точността или доверието в сравнение с контакта, постиженията или справедливостта се разглежда като различно за някой индивид в сравнение с друг. Това може да доведе до конфликти, но и до обмен, учене и разширяване на концепциите на човека. През 1977 г. Носрат Песешкиян въвежда термина "актуални способности"
Според Песешкиян всеки човек притежава две основни способности: способността да обича, изразена в първичните способности като емоционални нужди, и способността да знае, развита с вторичните актуални способности, социалните норми. Способността да обичаш намира израз в първичните актуални способности като търпение, време и доверие. Способността за познание намира израз във вторичните актуални способности като точност, чистота и подреденост: „Ние структурираме нашите преживявания с помощта на способността да знаем... Тя съдържа способността да учим (да събираме опит) и да преподаваме (да даваме опит на другите).“
| Първични способности (Способност за обич)                                       | Вторични способности (Способност за познание)                               |
| ------------------------------------------------------------------------------- | --------------------------------------------------------------------------- |
| Любов & способност за обич                                                      | Точност                                                                     |
| Ролеви Модел/Способност за подражание                                           | Чистота                                                                     |
| Търпение                                                                        | Ред/Подреденост                                                             |
| Усет за време                                                                   | Послушание                                                                  |
| Контакт                                                                         | Учтивост                                                                    |
| Сексуалност                                                                     | Честност/Откритост                                                          |
| Доверие                                                                         | Вярност/Лоялност                                                            |
| Увереност                                                                       | Справедливост                                                               |
| Надежда                                                                         | Старание/Усърдие                                                            |
| Вяра/Светоглед                                                                  | Пестеливост                                                                 |
| Съмнение                                                                        | Благонадеждност                                                             |
| Самоувереност                                                                   | Точност/Прецизност                                                          |
| Цялостност/Свързаност в единство                                                | Постоянство/Отговорност                                                     |
| Емоционални нужди и способности за взаимоотношения (постигнати чрез моделиране) | Социални норми и формиране на взаимоотношения (постигнати чрез образование) |

Песешкиян разработва „Диференциалната аналитична теория“  (p. 25) като допълнение към психоанализата от онова време, която се занимава предимно с психосексуалните фази на развитие (например орална, анална и едипова), развитието на автономността и конфликтите между ID и Супер-Егото. Диференциалният анализ пита кое специфично съдържание възниква в по-ранните етапи: Търпението на родителите, развитието на доверието, преживяването на любов при безусловно приемане, е психологическа предпоставка на развитието за успешно развитие в оралната фаза. Тези способности, известни като „първични“, се запечатват в детето от прякото поведение на неговите родители и чрез тяхното моделиране. Първични способности като търпение (със себе си или другите), доверие (в себе си, в другите или в съдбата), разполагане с времето и даване на време, са от базова необходимост за развитието на новороденото дете. Детето се нуждае от топлина, време, търпение и съпричастно, безусловно приемане, за да развие собствения си вътрешен баланс, подходящ за възрастта.
Първичните актуални способности на взаимоотношенията/връзката с първия човек, който се грижи за детето, позволяват да се свържем със себе си, да бъдем в мир със себе си, да възприемем себе си, да развием съзнание за себе си и света и накрая да се справим по подходящ начин с вътрешни и външни конфликти . Първичната актуална способност „търпение” е предпоставка за подходящ контрол на импулсите, актуалната способност „доверие” е необходима за вътрешна подкрепа, топлина и чувство за безопасност. Колко важно е несъзнателното, любящо приемане, получено от майката, бабата, която винаги има време и търпение, или вътрешната фигура на бащата, на когото детето може да се довери толкова напълно, че да си позволи да падне в ръцете му или да му довери нещо, на което той самия все още не е повярвал истински!
Вторичните актуални способности като точност, учтивост, откровеност, справедливост или вярност често играят роля като социални норми при разрешаването на конфликти и недоразумения. По подобен начин „подредеността“ е едно от най-честите съдържания на конфликти между родители и деца в западните култури, също и между самите двойки.  Вторичната актуална способност „справедливост“ и преживяването на несправедливостта трябва да бъдат посрещнати и балансирани отново и отново, чрез любящо приемане, отделяне на време за разбиране и търпение. „Послушанието“ като израз на дисциплина по исторически причини не се цени много в демократична Германия, но въпреки това то е общоприето като факт от живота и се възприема като градивно в училищата, а присъщата свобода за вземане на решения е оставена настрана от необходимостта от спазване на правилата. Това обаче е един от най-честите конфликтни фактори в образованието. В психотерапията конфликтите на Супер-Егото се открояват в ситуации, белязани от религията като тригери за конфликти на вина.
Заслужава да се отбележи от транскултурална гледна точка, че в ориенталските култури първичните способности като любов, доверие и контакт са по-високо ценени, докато вторичните способности като подреденост, точност и чистота са по-ярко изразени в западните култури. Акцентът се определя още в ранна детска възраст, например, когато се определят часовете за хранене на бебето и се поставят ясни правила за точния час на основното хранене, както и други подобни правила. Тези различия често водят до недоразумения, но и до конфликти и осъждания. 
Позитивната психотерапия анализира специфичното съдържание на конфликтите като тригери за емоциите и се фокусира при консултирането или терапията върху вътрешните и външните конфликти или ценности и способностите, които представляват съдържанието на тези конфликти. Тогава емоциите, които водят до страдание, или физическите симптоми, могат да бъдат разбрани като ценности, функциониращи в конфликт на противоположни концепции. В тази връзка центрираният върху конфликта процес се фокусира по-малко върху задействащите фактори, отколкото върху идентифицирането и след това преодоляването на конфликта, който ги е причинил.

### Транскултурален подход
Интегрирането на транскултуралната перспектива в психотерапията е бил не само основен фокус на Носрат Песешкиян от самото начало, но е имало и социално-политическо значение за него. Носрат Песешкиян подчертава важността на транскултуралния подход в позитивната психотерапия, тъй като това е повтаряща се тема в целия метод. Тази перспектива предлага ценни прозрения за разбирането на индивидуалните конфликти и има значителни социални последици. Въпроси като имиграция, помощ за развитие, взаимодействие с хора от различни култури, транскултурални бракове, справяне с предразсъдъците, алтернативни модели от различни културни среди и политически предизвикателства, произтичащи от транскултурални ситуации, могат да бъдат адресирани с помощта на този подход.
Включването на културни фактори и признаването на уникалната природа на всяко лечение разшири приложимостта на ППТ и я направи ефективен метод за използване в мултикултурални общества. ППТ се преподава и практикува от психотерапевти в над 70 страни и може да се счита за транскултурален подход към психотерапията. Следователно принципите на ППТ формират основата за дефиниране и конструиране на областта на транскултуралната психотерапия, което е от съществено значение за психотерапевтичното образование, продължаващото обучение и  за признаването и приемането на нови психотерапевтични дисциплини.
Значението на „транскултурален“ в ППТ може да се разбира по два начина: 
1. Първо, това се отнася до признаването на уникалните характеристики на пациентите, които идват от различна културна среда, което също е известно като междукултурална или мигрантска психотерапия.
2. Второ, това включва разглеждане на културни фактори във всяка терапевтична връзка, за да се разшири репертоарът на терапевта и да се насърчи социално-политическото съзнание. ППТ е чувствителен към културата метод (концепция за „единство в многообразието“), който може да се адаптира към различни култури и житейски ситуации и не трябва да се разглежда като форма на западна „психологическа колонизация“.[53]  Носрат Песешкиян подчертава значението на социалния аспект в позитивната психотерапия, като предполага, че той може да се прилага широко към различни социални взаимоотношения, като тези между групи, хора, нации, и културни групи. По този начин може да се създаде цялостна социална теория, фокусирана върху предизвикателствата на взаимодействието, човешките способности и икономическите обстоятелства.[54]

Транскултуралната психотерапия не е просто сравнение между различни култури, а всеобхватна концепция, която се фокусира върху културните измерения на човешкото поведение. Тя се стреми да разбере с какво са различни хората и какво общо имат. ППТ използва примери от други култури, за да помогне на пациентите да разширят собствения си репертоар от поведение и да релативизират собствената си перспектива. Инструменти като истории, приказки, социални норми и Моделът на баланса се използват за насърчаване на транскултурална перспектива. През 1979 г. Носрат Песешкиян използва термина "транскултурална психотерапия" и му посвещава глава в книгата си "Търговецът и папагалът: ориенталски истории в позитивната психотерапия". Той вярва, че решаването на транскултуралните проблеми ще бъде една от основните задачи на бъдещето поради нарастващото значение на транскултуралните трудности в личния живот, работата и политиката. Принципът на транскултуралните проблеми се превръща в принцип на взаимоотношенията между хората и на справянето с вътрешните конфликти, като в крайна сметка се превръща в обект на психотерапията.

### Първично интервю в позитивната психотерапия
Песешкиян разработи полуструктурирано първично интервю, което е едно от малкото в областта на психодинамичната психотерапия. Дисертацията на Хамид Песешкиан, представена през 1988 г., е първата докторска дисертация, занимаваща се с ППТ. Първичното интервю в ППТ беше структурирано за първи път в тази дисертация, беше представен въпросник за това първично интервю и беше предприето психодинамично изследване на него. Този предшественик на по-късното полуструктурирано психодинамично първично интервю е значителен принос към психодинамичната психотерапия и е публикуван през 1988 г. заедно с WIPPF въпросника за ППТ.
Първичното интервю в психотерапията е решаващ компонент, който може да се сравни с медицински преглед и събиране на анамнеза в соматичната медицина. Служи за няколко цели, включително диагностика, планиране на терапията, прогноза и генериране на хипотези. В ППТ първичното интервю включва диагностичен подход, подобен на този на медицинската история, но също така взема предвид факторите на връзката и терапевтичния съюз Признава влиянието на очакванията,  включително надеждата за ефективна терапия (Snyder, 193–212, Франк). Поради своята полуструктурирана природа и адаптивни концепции, то може да се прилага в различни контексти като индивидуална терапия, терапия за двойки, семейна терапия, консултиране и коучинг и е подходящо за различни културни среди.
Първичното интервю в ППТ е полуструктурирано интервю, което включва както задължителни, така и незадължителни въпроси. В зависимост от отговорите, дадени на задължителните въпроси, терапевтът може или не може да задава незадължителните въпроси. Въпросите могат да бъдат отворени или затворени и са предназначени да събират информация за диагностични, терапевтични, прогностични  цели и за формулиране на хипотези ( стр.31). Интервюто може да се използва по време на първоначалната среща или в ранните сесии като част от предварителната фаза на терапията и може също да се използва за ориентиране в първата сесия, като терапевтът навлиза в по-голяма дълбочина в определени области по време на следващите сесии. Първичното интервю е приложимо за широк спектър от ситуации, включително терапия с индивиди, деца, младежи, двойки и семейства, както и консултиране и коучинг, и може да бъде адаптирано към различни култури.

### Балансов модел
Моделът на баланса е широко признат и може да се прилага в различни области, включително терапия, самопомощ и семейна терапия. Той е сравним с концепцията на Фройд за либидото, житейските цели на Адлер и четирите функции на Юнг (мислене,  интуиция, чувства и усещане). Моделът на баланса предлага структурно представяне на личността и дава възможност за идентифициране на области, в които индивидът може да има затруднения. Чрез адресиране на тези области може да се постигне нов баланс, водещ до синтез в рамките на терапията. 
Моделът на баланса се основава на концепцията, че има по същество четири области от живота, в които едно човешко същество живее и функционира, и които значително влияят на цялостното удовлетворение, самооценката и способността на индивида да се справя с предизвикателствата. Тези области служат като ключови индикатори за личността на индивида в настоящия момент и обхващат биологично-физическите, рационално-интелектуалните, социално-емоционалните и въображаемите, ценностно-ориентирани аспекти на ежедневния живот. Въпреки че всички индивиди притежават потенциал за всяка от тези области, някои може да са по-важни или пренебрегнати въз основа на вариации в образованието и средата.. Жизнените енергии, дейности и реакции са повлияни от и свързан с тези четири области:
1. Физически дейности и възприятия, като хранене, пиене, нежност, сексуалност, сън, релаксация, спорт, външен вид и облекло;
2. Професионални постижения и способности, като търговия, домакински задължения, градинарство, основно и напреднало образование и управление на парите;
3. Взаимоотношения и стилове на контакт с партньори, семейство, приятели, познати и непознати; социални ангажименти и дейности;
4. Бъдещи планове, религиозни/духовни практики, цел/смисъл, медитация, размисъл, смърт, вярвания, идеи и развитие на визия или въображение-фантазия.

Целта на балансовия модел е да възстанови равновесието между четирите области на живота. При психотерапевтичното лечение целта е да се помогне на пациента да идентифицира собствените си ресурси и да ги използва за постигане на динамичен баланс.  По-конкретно, това включва приоритизиране на балансирано разпределение на енергия, като всяка област получава динамично еднаква част (25%), а не еднакво време. Продължителната едностранчивост може да доведе до конфликти и болести, наред с други негативни резултати.

### Семеен ромб “Модел-подражание”
Оценяването на въздействието на преживяванията в ранна детска възраст върху пациента е решаваща и трудна задача в психодинамичната психотерапия. В ППТ, концепцията за семейния ромб   известен още като „примери“, „модели за подражание“ или „форми на любов“, се използва като инструмент за описване на модела на семейните концепции, които оформят опита и развитието на индивида. Ранното възпитание и средата оказват влияние върху уникалното развитие и изразяване на основните способности за любов и познание, както е описано от Носрат Песешкиан. Балансовият модел илюстрира способността за познание, докато ромбът „Модел-подражание“ илюстрира способността да се обича.
Използването на четирите образци-измерения в ППТ разширява аналитичните теории за себето и обекта на Кохут и Кернберг, като въвежда не само измерението „Аз“, но и измеренията „Ти“, „Ние“ и „Пра-Ние“. Областта „Ти“ представлява връзката на родителите на пациента (или  на полагащите първичната грижа) помежду си, докато иобластта „Ние“ включва преживяванията на родителите/полагащите първична грижа с другите. Измерението „Пра-Ние“, което е уникално за ППТ, описва взаимоотношенията между основните полагащи грижи за пациента като родители, баби и дядовци и тяхната житейска философия или религиозни вярвания. Чрез включването на тези четири субектни отношения, ППТ разширява теориите за себе-обекта и се утвърждава като отличителен подход, който потенциално може да повлияе на бъдещето на психодинамичните терапии.
1. Област "Аз" е измерението, което се фокусира върху връзката на индивида със себе си и трудностите, които среща през целия живот, като самочувствие, самоувереност, представа за себе си и базово доверие срещу базово недоверие. Тези проблеми са до голяма степен повлияни от детските преживявания на индивида и отношенията му с неговите родители и братя и сестри. По време на детството индивидите се научават да формират връзка със себе си въз основа на това как техните желания и нужди са изпълнени.

1. Област „Вие“ се отнася до връзката на индивида с другите, по-специално с неговия/нейния романтичен партньор. Основният модел за тази връзка е примерът, даден от родителите на индивида, особено в техните собствени отношения помежду им. Поведението и взаимодействията между родителите служат като модел за възможните начини на поведение в партньорство, влияейки върху това как индивидът формира собствената си връзка със своя романтичен партньор.

1. Област „Ние“ се отнася до връзката на индивида с неговата социална среда и до голяма степен се влияе от връзката на неговите родители със собствената им социална среда. Чрез социализацията отношението към социалното поведение и нормите за постижения се прехвърлят от родителите на техните деца. Тези нагласи и очаквания са свързани със социални връзки извън непосредственото семейство, като отношения с роднини, колеги, социални референтни групи, групи по интереси, сънародници и човечеството като цяло. Начините, по които родителите взаимодействат и управляват тези социални взаимоотношения, оформят разбирането и подхода на техните деца към социалното поведение.

1. Област „Произход/Пра-ние“ се отнася до връзката на индивида с неговия произход или първична общност, която до голяма степен е повлияна от отношението на техните родители към смисъла, целта, духовността/религията и мирогледа. Тази област не се основава единствено на официално членство в религиозна общност, но е фундаментална за въпроса за смисъла, който възниква по-късно в живота. Дори ако индивидът отхвърли религията, връзката му с неговия произход или първична общност остава важна като основа за други системи на ориентация, които се очаква да осигурят смисъл и цел.

### Модел на конфликта
Моделът на психодинамичния конфликт на Песешкиян (виж фигурата) подчертава диференциацията на съдържанието, което е фокусната точка на спора, и неговата вътрешна оценка. Моделът прави разлика между актуалния конфликт, който възниква във фрустрираща ситуация, съществуващия основен конфликт и несъзнавания  вътрешен конфликт, който причинява физически и/или психически симптоми. Терминът "конфликт" (от латински confligere, което означава сблъсък или битка) се отнася до очевидната несъвместимост на вътрешни и външни ценности и концепции или вътрешна амбивалентност. Емоциите, афективните състояния и физическите реакции могат да се разбират като сигнални индикатори за вътрешен конфликт на ценности и разпределение на действителните способности. Следователно в ППТ се задава въпросът за съдържанието: какво причинява или задейства тази емоция? 
Концепцията на Песешкиан за „микротравма“ се отнася до натрупването на малки, повтарящи се психични наранявания, които причиняват микрострес или „тривиални факти или дреболии“" ( p. 80) и може да предизвика вътрешни конфликти. Тези микротравми са различни от големи житейски събития или макротравми. Те се считат за съдържание на конфликт и са свързани с действителните способности, които индивидите притежават, които им позволяват да формират взаимоотношения, но също така могат да станат източник на конфликти. В актуален конфликт, когато механизмите за справяне са претоварени, може да се прояви стар, несъзнаван основен конфликт, противопоставящ първични емоционални нужди като доверие, надежда или нежност срещу вторични способности или социални норми като подреденост, точност, справедливост или откритост. Когато предишният компромис, който е работил за разрешаване на основния конфликт по-рано, вече не е ефективен, възниква вътрешен конфликт, водещ до симптоми, които се разглеждат като опити за решение. Тези конфликтни реакции могат да бъдат представени с помощта на балансовия модел, дори и да не могат да доведат до разрешаване, те все още оказват въздействие.
Когато определени способности, морал, идеи или принципи се използват последователно без адаптиране към текущите обстоятелства, това може да доведе до разстройства. Ако семейните концепции или компромиси, направени в миналото, продължат да се повтарят, може да възникне несъзнателен вътрешен конфликт, който може да причини психологически, психосоматични или физически смущения. Тези симптоми служат като начин пациентът да изрази нещо несъзнателно и има специфично значение за всички. Целта на ППТ е да засили пренебрегваните области и недостатъчно развитите способности в рамките на терапевтичните взаимоотношения и ежедневния живот, позволявайки на пациентите ефективно да разрешават конфликти и да постигнат вътрешен и външен баланс.

### Наративен подход, използващ истории и мъдрост
Специална техника, използвана в ППТ, е терапевтичното използване на приказки, истории и поговорки, което е въведено за първи път от Носрат Песешкиян  в неговата работа
"Търговецът и папагалът. Ориенталски приказки в помощ на психотерапията" през 1979 г. И макар че в хипнотерапията (Милтън Ериксон) се е използвал този подход, той не е бил често срещан в психодинамичната терапия до работата на Песешкиян. За разлика от Карл Густав Юнг, който се фокусира върху приказките, методът на Песешкиян  използва по-широк набор от наративна терапия и инструменти за асоцииране. „Използвайки истории и притчи от Ориента и други култури, се прави усилие да се разпознае и развие потенциалът на човек за самопомощ. Позовавайки се на символичното значение на поговорките и старите мъдри думи, извлечени от много култури, човекът, на когото се казват, се води в психотерапията към по-положителна представа за себе си” ( p.92).
Предвиденият терапевтичен ефект на изненада, който е резултат от използването на източни истории, които първоначално може да изглеждат непознати в европейската култура, е доказано ефективен не само в други култури (, с.24–34). 
Историите изпълняват множество функции в терапията, включително създаване на норми за самосравняване и поставяне под въпрос на установени норми, за да ги разглеждаме като относителни. В първия етап на терапията тези истории могат да доведат до промяна в перспективата, която след това се използва в следващите етапи. Такива наративи могат също така да улеснят освобождаването на емоции и мисли, като често играят критична роля в терапията. Разказването на истории в терапията служи като огледало, което позволява на читателите или слушателите да се идентифицират с героите и техните преживявания, рефлектирайки за собствените си нужди и ситуации. Като представят решения, историите могат да действат като модели, които пациентите могат да сравняват със собствения си подход, което води до по-широки интерпретации и потенциал за промяна. Освен това разказването на истории е особено ефективно при подпомагане на пациенти, които са устойчиви на промяна и които се придържат към стари и остарели идеи.

### Пет степенен модел
Пет степенният модел, използван в индивидуалната и семейната терапия, подобно на петте пръста на всяка ръка, много наподобява естествения процес, наблюдаван в груповата психотерапия, описана от Raymond Battegay, психодрамата, описана от Moreno, и последващото образование на хората, както е описано от Алфред Адлер. Тов, което отличава подхода на Песешкиан  е систематичното прилагане на този модел в процеса на психотерапията. Процедурата от пет стъпки служи като пътна карта както за терапевта, така и за клиента, за да намерят най-ефективните средства за самопомощ. Изследванията в терапията показват, че колкото по-добре се справяме с предизвикателни терапевтични ситуации и отразяваме терапевтичните взаимоотношения, толкова по-успешен е резултатът от терапията. 
Трите етапа на взаимодействие в терапията (свързване, диференциране, отделяне) включват 5-степенен процес на комуникация, който се използва както в рамките на индивидуалните сесии, така и по време на курса на терапията..
1. Първата стъпка, е приемане, наблюдение и дистанциране, което включва промяна в перспективата.
2. Втората стъпка включва инвентаризация, диференциране на съдържанието и фона на конфликта и силните страни на пациента.
3. Третата стъпка е ситуативно окуражаване, където се развиват самопомощ и ресурси.
4. Четвъртата стъпка, вербализация, включва работа по конфликта чрез вербализация.
5. Петата и последна стъпка, наречена разширяване на целите, включва размисъл върху, обобщаване и тестване на нови концепции, стратегии и перспективи с фокус, ориентиран към бъдещето.

Този структуриран комуникационен подход е уникален за метода на Песешкиян и допринася за успешни резултати от терапията. Този терапевтичен процес е фокусиран върху бъдещето и промяната и включва използването на концепции от миналото, които са ефективни за настоящето. Освен това се използват концепции от други психотерапевтични дисциплини, когато е подходящо (интегративен аспект). Пациентът и неговото обкръжение активно участват в разбирането на болестния процес (самопомощ). 
5-те етапа в ППТ служат като структура за комуникация в рамките на терапевтична сесия или по време на целия терапевтичен процес, който иначе не би имал посока. Чрез използването на подходящо разбиране, водещи въпроси, истории, задействания на асоциации и преразглеждане на предишни теми, терапевтът улеснява разказването и размисъла на пациента. Процесът дава както на терапевта, така и на пациента отправна точка и усещане за сигурност, подготвяйки пациента да работи през конфликти и да участва в самопомощ, особено след края на терапията.

## Приложение

### Области на приложение на ППТ
Методът на позитивната психотерапия, който първоначално е разработен за психотерапия, се разшири отвъд традиционното си приложение и се прилага в различни области като консултиране, педагогика и социална работа. В Германия ППТ се използва в консултирането от 1992 г., докато в България се използва в педагогиката от същата година. В Китай се използва за обучение на социални работници за психични разстройства, справяне със семействата и предотвратяване на прегаряне от 2014 г. ППТ също се използва като основа за специализирани програми за обучение в детска и младежка терапия от 2006 г., а по-късно в Украйна и Русия. Професионалисти от различни страни като Германия, България, Кипър, Турция, Косово, Китай, Боливия и Украйна са специализирали в позитивна семейна терапия и консултиране, базирана на ППТ. В резултат на това ППТ се превърна в средство за споделяне на психотерапевтични компетенции и опит в различни професионални и културни области.
Първоначално проектиран като фундаментално позитивно психосоматично лечение за психично здраве, психосоматична медицина,  превенция и психотерапия, позитивната психотерапия е била използвана от много лекари в Германия. Подходът е приложен в редица болници, както и в одобрената от държавата програма за обучение по психодинамична терапия на Wiesbaden Academy of Psychotherapy в Германия.

### Извън психотерапията
Позитивната психотерапия е намерила приложение в широк диапазон от среди, включително в образованието и училищата, психологията на религията,   обучения за учители,  time management, различни приложения в консултирането, обучения за управление,   семинари за подготовка за партньорство или брак, подбор на персонал, обучения за юристи и медиатори; въоръжените сили, обществото, офицерството и политиците; междукултурни тренинги, натуропатия и ордерна терапия (известна още като медицина на ума и тялото),  превенция на burn-out, и супервизия.
Освен това ППТ се използва в коучинга,  семейното консултиране,   и общото консултиране.

## Лечение

### Практика
Позитивната психотерапия се използва за лечение на различни състояния на психичното здраве, включително (афективни) разстройства, невротични разстройства, свързани със стреса разстройства, соматоформни разстройства и някои поведенчески синдроми, класифицирани в МКБ-10 (глави F3- 5). Тя също така се показва като обещаваща за справяне с разстройства на личността до известна степен (глава F6). ППТ е успешно интегрирана с традиционната индивидуална терапия и е установено, че е полезна при двойки, семейства  и групова терапия. Освен това ППТ се прилага в областта на психиатрията, демонстрирайки своята ефективност при работа с (пост)психотични пациенти и в групи в рамките на психиатрични болници, където използването на истории и анекдоти се оказа особено въздействащо. 

### Самопомощ
Книгите на Песешкиян са специално предназначени за неспециалисти, които търсят самопомощ. Неговите творби, като "Психотерапията на ежедневието" (1977 немски, 1986 английски), са предназначени да помогнат на хората да се справят с недоразумения. По подобен начин „В търсене на смисъл“ (1983 г. на немски и 1985 г. на английски) предоставя насоки за справяне с житейски кризи. Освен това книги като „Ако искате нещо, което никога не сте имали, тогава направете нещо, което никога не сте правили“ (2011) се концентрират върху разрешаването на междуличностни конфликти. Освен това хората могат да следват специализирани курсове, за да станат сертифицирани консултанти по позитивна психотерапия, което им позволява да улесняват модерирането на конфликти и да насърчават самопомощта по време на предизвикателни ситуации.

## Обучения

### ППТ обучения
Основната програма за следдипломно обучение на WAPP е разделена на три части. Тези части са проектирани в последователен ред, т.е. те трябва да бъдат завършени последователно, като се започне от най-ниското ниво.
Базов консултант по позитивна психотерапия (200 часа – вкл. теория и самопознание).
Кандидат за сертифициран позитивен психотерапевт (710 часа – вкл. теория, супервизия и самопознание). 
Европейски сертифициран позитивен психотерапевт (1400 часа – вкл. теория, практика, супервизия и самопознание). 
Курсовете са разделени на модули от по 3 или 4 дни, разпределени в няколко месеца в зависимост от вида на курса. Обучението по позитивна и транскултурална психотерапия се състои от три съдържателни части: 
- Теория. Изучаване на всички основни концепции и инструменти на позитивната и транскултурна психотерапия.
- Самопознание/личен опит. На първо място, образователният собствен опит трябва да помогне на студентите (кандидати, резиденти, стажанти) да развият психодинамична психотерапевтична идентичност. Саморефлексията на обучаващия се трябва да се укрепва и развива. Те трябва да се сблъскат със собствения си централен вътрешен конфликт и собствената си личностна структура. Те трябва сами да изпитат как работи психотерапията и колко предизвикателство може да бъде. Личното преживяване на несъзнаваното е централният аспект на психодинамичното себепознание. Макар че образователното самопознание се занимава с лични проблеми, то не е лична терапия. Обучаващият се не е пациент, а бъдещ колега и бъдещ психотерапевт. Ако по време на образователното самопознание ученикът и/или неговият обучител установят, че има много лични нерешени проблеми, тогава ученикът трябва да отиде на лична терапия. Това означава, че личната терапия не може да се счита за образователен личен опит.[95]
- Супервизията е основен компонент на позитивната психотерапия, обхващаща както индивидуални, така и групови формати. В ППТ супервизията надхвърля простото разбиране на терапевтичната ситуация и има за цел да развие уменията и способностите на супервизирания въз основа на неговите собствени нужди и тези на неговите пациенти. Груповата супервизия е често срещана в ППТ, тъй като структурираният процес добре се внедрява в практиката и има дидактически ефект. Най-честият формат включва фокусиране върху един случай по време на сесия с един супервизиран, като останалата част от групата действа като участници, включително супервизора. Този подход позволява на супервизора да ангажира другите участници като съ-супервизори, обогатявайки гледната точка на супервизирания по случая с допълнителни гледни точки и различни гледни точки от цялата група. [96][97]

### ППТ сертифициране
След успешно завършване на всеки ППТ курс участникът получава сертификат, издаден от Световната асоциация за позитивна и транскултурна психотерапия (WAPP), подписан от главния обучител на курса и президента на Асоциацията. WAPP сертифицира обучители по позитивна психотерапия. Само обучители, които са акредитирани обучители на WAPP, имат право да подписват и раздават официални WAPP сертификати. 

### Стандарти за обучение
WAPP разработи универсални стандарти за обучение  за следдипломните обучения по Позитивна психотерапия. Тези стандарти са задължителни за всички. Стандартите може да се различават в някои страни. Но дефинираните от WAPP стандарти са минималните изисквания, които трябва да бъдат изпълнени. 

### Обучение на обучители
WAPP обучава и сертифицира обучители  (треньори) за базов и майсторски курсове ( p. 26):
- Базов треньор - обучител на базов курс за позитивна психотерапия
- Майстор-треньор - обучител на майсторски курс за позитивна психотерапия Сертифицирани позитивни психотерапевти, които сами биха искали да станат обучители за ППТ, могат да участват в обучителна програма за треньори, включваща изпит и посещаване на пълен курс като кандидат-обучител.

### Международни събирания и обучителни проекти
Световната асоциация за позитивна психотерапия организира редовни национални и международни събирания, например конференции, семинари за обучители и световни конгреси. От 2000 г. насам се провеждат годишни Международни обучителни семинари (International Training Seminars), а от 1997 г са се провели седем световни конгреса. 

### Развитие и международна мрежа
Основният акцент на позитивната психотерапия през последните 40 години е лечението, обучението и публикациите. През 1979 г. Висбаденският институт за следдипломно обучение по психотерапия и семейна терапия е създаден като следдипломно обучение за лекари във Висбаден, Германия. През 1999 г. Wiesbaden Academy for Psychotherapy (WIAP),  държавно лицензирана академия за следдипломна психотерапия с голяма амбулаторна клиника е създадена за обучение на психолози и учени в областта на образованието. Международният централен офис е базиран във Висбаден, Германия. 
Позитивната психотерапия е представена в международен план от Световната асоциация за позитивна и транскултурална психотерапия (WAPP). Нейният международен управителен съвет се избира на всеки две години. Има национални и регионални асоциации в около десет страни. Позитивната психотерапия и  терапевтите от тази парадигма са участвали в международното развитие на психотерапията и са активни членове на международни и континентални асоциации.

## Изследвания

### Достижения и приложения на изследванията
Първите публикации в областта на ППТ датират от 1974 г. Оттогава този метод е представен в множество книги, научни произведения и други публикации. ППТ изпълнява четирите принципа, постулирани от  Grawe за ефективността на психотерапията: 
- Активиране на ресурси,
- Актуализация,
- Управление на проблемите,
- Терапевтично изясняване.

Проучване за ефективността и осигуряването на качество на позитивната психотерапия е проведено между 1994 и 1997 г. от 32 членове на немската асоциация за позитивна психотерапия под ръководството на Nossrat Peseschkian, Карин Трит и Биргит Вернер. Проучването има за цел да обоснове твърдението, че ППТ е класическа, интегративна форма на терапия ( p. 9) въз основа на модела на Grawe. Той е проведен при контролирани условия и е първият по рода си  и резултатите показват, че ППТ краткосрочният метод е ефективен.
Проучването на дългосрочната ефективност, проведено от немската асоциация за позитивна психотерапия, изследва ефикасността на ППТ в ежедневната клинична практика. Общо 402 пациенти с различни нарушения в психичното здраве са лекувани от 22 терапевти, обучени в ППТ, включително лекари, психолози и учители. Пациентите са сравнени с контролна група от 771 индивида в списък с чакащи за терапия поради соматични заболявания. Процентно разпределението на пациентите спрямо различните диагнози е следното: 23.6% страдат от депресивно разстройство, 19.8%  страдат от трожност и паническо разстройство, 21.2% имат соматоморфни разстройства, 20.5% с трудности в адаптирането, 8.2% имат разстройства на личността, 3.4% са със зависимости, и 3,4% бяха наскоро диагностицирани със соматични разстройства. Проучването използва батарея от психометрични тестове, включително SCL-90R, VEV, Gießen-Test, WIPPF, IPC, IIP-D, GAS, и BIKEB, за да измери ефективността на ППТ. Проучването включва и ретроспективен разпит на пациентите след прекратяването на ППТ на интервали от 3 месеца до 5 години в три групи от 84, 91 и 46 пациенти. Проучването открива положителни резултати по отношение на ефективността на ППТ при лечение на различни разстройства на психичното здраве. 
Това означава, че положителните ефекти на ППТ се поддържат дори след като е изминало значителен период от време от края на терапията. Проучването също така установява, че пациентите, лекувани с ППТ, отчитат значително подобрение на качеството си на живот, измерено от теста на Gießen (P ≤ 0,005), и в техните междуличностни отношения, измерени от междуличностния контролен списък (IPC) и инвентара на междуличностни проблеми (IIP-D) (p ≤ 0,005). В допълнение, пациентите, лекувани с ППТ, показват значително увеличение на способността си за справяне, измерено по скалата Coping Capacity Scale (BIKEB) (p ≤ 0.005). Като цяло, проучването показа, че ППТ е ефективна форма на терапия за редица разстройства на психичното здраве и че положителните му ефекти могат да се поддържат във времето  (p ≥ 0.05; VEV: F = 1179; SCL-90-R: F = 2473)
По време на дискусията, изследователите изследваха дилемата за избор между експериментален дизайн, който дава приоритет на вътрешната валидност спрямо тази, проведена при контролирани условия за постигане на висока външна валидност. Те признаха злощастната липса на проучвания за ефективност и подчертаха, че експерименталният дизайн, използван в това проучване, може да се разглежда като значително преимущество.   Изследването на компютърно подпомагане на качеството на позитивната психотерапия (ППТ) получи наградата Richard Merten   през 1997 г., която е една от най-престижните награди в сектора на здравеопазването в Европа. Наградата се присъжда от попечителите от 1992 г. с цел признаване на изключителна работа, която допринася за подобряването на медицинското, фармацевтичното или сестринското лечение и представлява забележителен напредък в медицинския, социалния, социалнополитическия или икономическия прогрес в рамките на здравната индустрия.

### Академични работи
Широкото разпространение и културална приложимост на позитивната психотерапия се обяснява с факта, че многобройните колеги са мотивирани и подкрепят научните изследвания. В допълнение, у много практикуващи, които са се запознали с ППТ, възниква интерес към публикации, тъй като вече не са свързани с ограниченията и изискванията на определена образователна институция. Има доказателства, че по ППТ са публикувани около 5 пост-доктурантури и около 20 докторски дисертации, главно от Германия, Русия, България и Украйна. В допълнение, по тази тема са написани около 50 бакалавърски и майсторски дисертации. 
Повечето от изследванията на ППТ са съсредоточени върху нейните приложения в психосоматични, медицински, психиатрични, психологически и педагогически области. Този фокус дава поглед върху потенциалните области на бъдещото научно проучване. Прегледът на темите, обхванати в тези академични работи, показва, че ППТ има широк спектър от клинични и неклинични приложения, с особено внимание на определени модели. 
В допълнение към изследванията на психосоматиката в различните системи органи, има и сравнителни и транскултурални изследвания. Тези изследвания са фокусирани върху уникалните аспекти на терапевтичните отношения и как тя може да се приложи в образователните контексти. Някои от изследванията са проведени в рамките на социално-педагогическите рамки, като подчертават потенциалните приложения и възможности за „позитивна педагогика“.

### Публикации
Публикациите за позитивна психотерапия се състоят от широк спектър от източници, написани от нейния основател Носрат песешкиян и неговите студенти. Научната и популярна работа се присъедини към тези научни публикации, които се появяват в различни периодични издания и не се появяват в списъците на научната литература. Cyzeshkin написа 29 книги, преведени на 23 езика. Най-разпространената книга е „Търговецът и папагалът. Ориенталски приказки в помощ на психотерапията“. Други осноополагащи книги са „Психотерапия на ежедневието“, „Позитивна психотерапия“, „Позитивна фамилна терапия“ и „Позитивна психотерапия в психосоматичната медицина“. През последните години от живота си Песешкиян публикува редица книги за самопомощ, посветени на различни сфери на живота. 
Започвайки от основаването на „Немското списание за позитивна психотерапия“ през 1977 г., ППТ колегите са насърчавани да публикуват резултатите от своите изследвания и да споделят своите случаи. В допълнение, от 90 -те години на миналия век вторичните публикации започват да се добавят към основните публикации на Песешкиян. В последните 20 години в различни страни са създадени нови национални асоциации по позитивна психотерапия, като в Русия, Украйна, България и Румъния се издават и списания по ППТ. 
По -долу е списък на някои от основните публикации на ППТ:
- Peseschkian, Nossrat. Positive Psychotherapy – Theory and Practice of a New Method.   Berlin, Springer-Verlag, 1987. ISBN 978-0-387-15794-8. (translated) (first German edition 1977)
- Peseschkian, Nossrat. Oriental Stories as Techniques in Positive Psychotherapy.   Bloomington, USA, AuthorHouse, 2016. ISBN 978-1524660871. (first German edition 1977)
- Peseschkian, Nossrat. In Search of Meaning: Positive Psychotherapy Step by Step.   Bloomington, USA, AuthorHouse, 2016. ISBN 978-1524631611. (first German edition 1983)
- Peseschkian, Nossrat. Positive Family Therapy: Positive Psychotherapy Manual for Therapists and Families.   Bloomington, USA, AuthorHouse, 2016. ISBN 978-1524662042. (first German edition 1980)
- Peseschkian, Nossrat. Positive Psychosomatics: Clinical Manual of Positive Psychotherapy.   Bloomington, USA, AuthorHouse, 2016. ISBN 978-1524636616.
- Peseschkian, Nossrat. Positive Psychotherapy of Everyday Life: A Self-Help Guide for Individuals, Couples and Families with 250 Case Stories.   Bloomington, USA, AuthorHouse, 2016. ISBN 978-1524631437.(first German edition 1974)
- Positive Psychiatry, Psychotherapy and Psychology. Clinical Applications.   Springer Nature Switzerland AG, 2020. ISBN 978-3-030-33263-1.

### ППТ Списание
'The Global Psychotherapist (JGP) е дигитален журнал, който се фокусира върху позитивната психотерапия, следвайки принципите, установени отПесешкиян от 1977 г. Той служи като интердисциплинарна платформа за публикуване на статии, свързани с практиката и използването на хуманистично-психодимичния подход на позитивната и транскултурна психотерапия. Списанието се издава два пъти годишно, през януари и юли. Статиите, представени на JGP, претърпяват строг двоен сляп процес на партньорска проверка, за да се гарантира качеството и целостта на публикацията. Списанието приема статии на английски, руски и украински език.
- ISSN: 2710-1460 (online)
- DOI: 10.52982/197700

The Global Psychotherapist се придържа към политика за отворен достъп, която насърчава безплатното разпространение на научната информация и насърчава глобалния обмен на знания, с крайната цел за насърчаване на социалния прогрес. Списанието твърдо вярва в осигуряването на неограничен достъп до съдържанието си, за да се възползва от по-широката общност. Авторите имат свободата да избират лиценза, под който се публикува тяхната работа, като запазват пълни права върху тяхното съдържание. 
Освен това редакционната политика на списанието позволява на авторите да депозират всяка версия на публикуваните си статии в хранилище по свой избор, независимо дали това е институционално хранилище или друга подходяща платформа, без период на ембарго. Това гарантира, че изследователската продукция остава свободна и лесно достъпна в полза на научната общност.